# Michael le Fleming (4e baronnet)
Michael le Fleming, 4e baronnet (1748-1806) est un homme politique britannique qui siège à la Chambre des communes pendant 32 ans de 1774 à 1806.

## Biographie
Fleming est le fils unique de William Fleming, 3e baronnet de Rydal, Westmorland, et de son épouse Elizabeth Petyt, fille de Christopher Petyt de Skipton, Yorkshire et est né le 10 décembre 1748. Son père meurt quand il a neuf ans le 31 mars 1757 et il lui succède comme baronnet. James Lowther devient son tuteur. Fleming fait ses études au Collège d'Eton de 1760 à 1765. En 1770, il devient haut shérif de Cumberland et en 1779, lieutenant-colonel dans la milice de Westmorland.
Aux élections générales de 1774, Fleming est élu comme député de Westmorland conjointement avec James Lowther après un scrutin. Au parlement, il suit Lowther dans sa politique et fait peu d'impression. Il est réélu sans opposition en 1780, 1784, 1790, 1796 et 1802.
Fleming est décrit comme «un débauché le plus abandonné». Cependant, son ami James Boswell le décrit comme «un baronnet très à la mode dans le monde brillant, qui avait un grand amour de la littérature». Fleming épouse Diana Howard, fille de Thomas Howard (14e comte de Suffolk) le 23 novembre 1782, mais en 1793, on dit qu'elle est sur le point de le quitter. Il meurt le 19 mai 1806. Il est remplacé comme baronnet par son cousin Daniel Fleming qui épouse Anne sa seule fille légitime.